# Алхас, Рагим
Рагим Алхас (азерб. Rəhim Alxas, хин. РаьхӀим Алхас; 1937—2003) — хиналугский поэт, переводчик и публицист, родом из села Хыналыг.
Автор книги «Хыналыг и хыналыгцы». Значимость творчества Рагима Алхаса заключается в издании азбуки и книг на хиналугском языке. Впервые в единственной школе села Хыналыг Алхас преподавал хиналугский язык детям начальных классов.
Перевёл ряд классических произведений на хиналугский язык.

## Переводы
- Низами Гаьнджаьви, «ХӀикмаьти чаьлаьнг» («Хаьмсаь» — шилли парчад). — Бокку: Азаьрнаьшр, 1991. — 51 с. ISBN 5-552-00574-0